# Gujana na Letnich Igrzyskach Olimpijskich 2016
Gujanę na Letnich Igrzyskach Olimpijskich 2016 w Rio de Janeiro reprezentowało sześciu zawodników. Był to 17. start tej reprezentacji na letnich igrzyskach olimpijskich.

## Skład reprezentacji

### Lekkoatletyka
Mężczyźni
Konkurencje biegowe
| Zawodnik       | Konkurencja | Eliminacje | Eliminacje | Półfinał | Półfinał | Finał | Finał   |
| Zawodnik       | Konkurencja | Wynik      | Miejsce    | Wynik    | Miejsce  | Wynik | Miejsce |
| -------------- | ----------- | ---------- | ---------- | -------- | -------- | ----- | ------- |
| Winston George | 400 m       | 45,77      | 5.         | NQ       | NQ       | NQ    | NQ      |

Konkurencje techniczne
| Zawodnik   | Konkurencja | Kwalifikacje | Kwalifikacje | Finał | Finał   |
| Zawodnik   | Konkurencja | Wynik        | Miejsce      | Wynik | Miejsce |
| ---------- | ----------- | ------------ | ------------ | ----- | ------- |
| Troy Doris | trójskok    | 16,81        | 4.           | 16,90 | 7.      |

Kobiety
Konkurencje biegowe
| Zawodnik          | Konkurencja | Eliminacje | Eliminacje | Ćwierćfinał | Ćwierćfinał | Półfinał | Półfinał | Finał | Finał   |
| Zawodnik          | Konkurencja | Wynik      | Miejsce    | Wynik       | Miejsce     | Wynik    | Miejsce  | Wynik | Miejsce |
| ----------------- | ----------- | ---------- | ---------- | ----------- | ----------- | -------- | -------- | ----- | ------- |
| Aliyah Abrams     | 400 m       | 52,79      | 5.         | N/A         | N/A         | NQ       | NQ       | NQ    | NQ      |
| Brenessa Thompson | 100 m       | BYE        | BYE        | 11,72       | 7.          | NQ       | NQ       | NQ    | NQ      |
| Brenessa Thompson | 200 m       | 22,65      | 7.         | N/A         | N/A         | NQ       | NQ       | NQ    | NQ      |

### Pływanie
Mężczyźni
| Zawodnik        | Konkurencja    | Eliminacje | Eliminacje | Półfinał | Półfinał | Finał | Finał   |
| Zawodnik        | Konkurencja    | Czas       | Miejsce    | Czas     | Miejsce  | Czas  | Miejsce |
| --------------- | -------------- | ---------- | ---------- | -------- | -------- | ----- | ------- |
| Hannibal Gaskin | 100m motylkiem | 58,57      | 42.        | NQ       | NQ       | NQ    | NQ      |

Kobiety
| Zawodniczka      | Konkurencja  | Eliminacje | Eliminacje | Półfinał | Półfinał | Finał | Finał   |
| Zawodniczka      | Konkurencja  | Czas       | Miejsce    | Czas     | Miejsce  | Czas  | Miejsce |
| ---------------- | ------------ | ---------- | ---------- | -------- | -------- | ----- | ------- |
| Jamila Sanmoogan | 50m dowolnym | 28,88      | 63.        | NQ       | NQ       | NQ    | NQ      |